# Panjab (huyện)
Panjab là một huyện thuộc tỉnh Bamian, Afghanistan. Dân số thời điểm năm 1999 là 65,821 người.